# Irina Sokolovskaja
Irina Borisovna Sokolovskaja (Russisch: Ирина Борисовна Соколовская) (Vologda, 3 januari 1983) is een Russische basketbalspeelster, die speelde voor het nationale team van Rusland. Ze werd Meester in de sport van Rusland en de Medaille voor het dienen van het Moederland in 2009.

## Carrière
Sokolovskaja begon haar carrière bij Tsjevakata Vologda in 1997. Ze werd met die club derde om het Landskampioenschap van Rusland in 2001. In 2003 stapte ze over naar Dinamo Moskou. Na één seizoen keerde ze terug naar Tsjevakata Vologda. In 2007 ging ze naar CSKA Moskou. Met die club werd ze tweede om het Landskampioenschap van Rusland in 2008. In 2008 keerde Sokolovskaja weer terug naar Tsjevakata Vologda. In 2010 ging ze naar Sparta&K Oblast Moskou Vidnoje. Met die club werd ze tweede om het Landskampioenschap van Rusland in 2011. Ze verloor ook met Sparta&K de finale om de EuroLeague Women in 2011. Wel won ze met die club de FIBA Europe SuperCup Women in 2010. Na één jaar keerde ze voor de vierde keer terug naar Tsjevakata Vologda maar halverwege het seizoen ging Sokolovskaja naar Dinamo Moskou. Met Dinamo won ze twee keer de EuroCup Women in 2013 en 2014. In 2015 stopte ze met basketbal.
Sokolovskaja won met Rusland brons op de Olympische Spelen in 2008. Ook won ze zilver in 2005 en goud in 2007 op het Europees kampioenschap.

## Privé
De vader van Irina is basketbalcoach Boris Sokolovski. Ze heeft een broer die ook basketbalcoach is, en een zus Olga Sokolovskaja die ook een internationale basketbalspeler is. Haar moeder was een nationale basketbalspeelster van Tadzjikistan.

## Erelijst
- Landskampioen Rusland:
  - Tweede: 2008, 2011
  - Derde: 2001
- EuroCup Women: 2
  - Winnaar: 2013, 2014
- EuroLeague Women:
  - Runner-up: 2011
- FIBA Europe SuperCup Women: 1
  - Winnaar: 2010
  - Runner-up: 2013
- Olympische Spelen:
  - Brons: 2008
- Europees kampioenschap: 1
  - Goud: 2007
  - Zilver: 2005